# Phillips Code

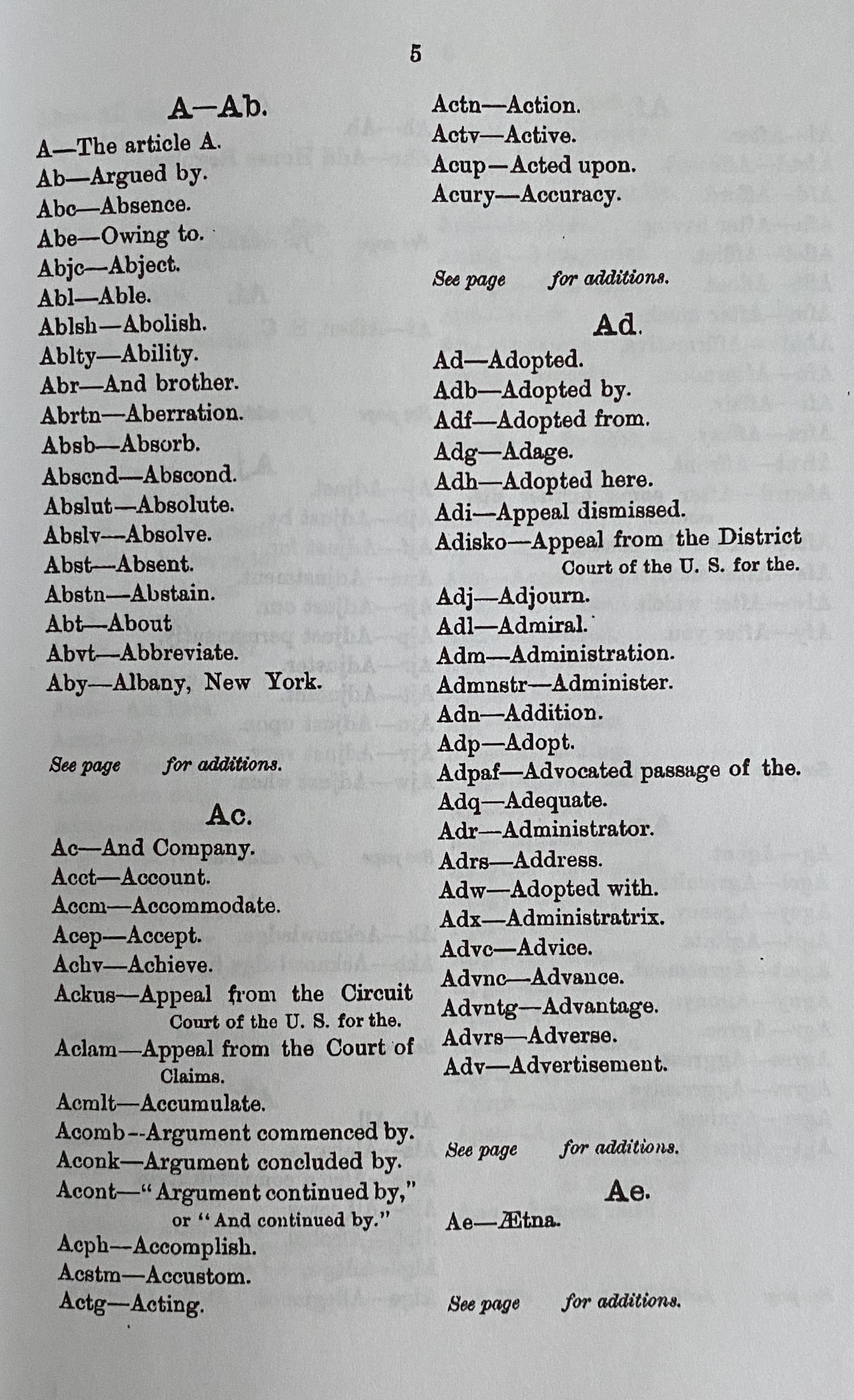
Die erste Seite des Phillips Codes (1879)

Der Phillips Code war eine Liste von Abkürzungen, benannt nach dem US‑amerikanischen Journalisten Walter Phillips. Dabei wurden wichtige Begriffe, die im Telegraphenverkehr des späten 19. und frühen 20. Jahrhunderts immer wieder benutzt wurden, durch markante Kürzel ersetzt. Auf diese Weise konnte man Zeit und Kosten sparen.
Ein berühmtes Beispiel für solch eine Abkürzung, die bis heute weiter verwendet wird, ist „Potus“ für President of the United States.

## Hintergrund
In der zweiten Hälfte des 19. Jahrhunderts wurden Nachrichten über die damals hochmodernen Telegraphenleitungen übertragen, also durch Kabel, die über Land an Telegraphenmasten oberirdisch gezogen wurden. Auch Seekabel kamen zum Einsatz. Der Nachrichteninhalt wurde dabei im Morsecode von Hand mithilfe einer Morsetaste gesendet. Diese Technik erlaubte eine nur relativ bescheidene Übertragungsgeschwindigkeit von etwa sechzig Buchstaben pro Minute (60 BpM). Um mehr Information in gegebener Zeit übermitteln zu können, verringerte man die in Standardtexten vorhandene Redundanz durch Verwendung geeigneter Abkürzungen oder durch speziell kreierte Codes.
Anders als in der Kryptographie ging es hier nicht um Geheimhaltung von Botschaften (siehe auch: Codebuch), sondern allein darum, die Textlänge zu verkürzen und damit die Übertragungsrate von Information zu erhöhen. So ließen sich auch die Telegramm-Gebühren senken.

## Geschichte
Als Journalist und zugleich erfahrener Telegraphist waren Walter Phillips die praktischen Schwierigkeiten der damaligen noch recht mühsamen und langsamen Nachrichtenübermittlung wohlbekannt. Um die tägliche Arbeit, auch seiner Kollegen und „Leidensgenossen“, zu erleichtern, ersann er im Jahr 1879 den nach ihm benannten Code. Dabei wurden, vergleichbar zu einer Kurzschrift, alltägliche Wörter und Wortgruppen durch prägnante Kürzel ersetzt, die leicht zu merken und zu verstehen waren.
Sein Codebuch enthielt hunderte solcher Abkürzungen. Dabei legte Phillips Wert darauf, diese möglichst nicht neu zu erfinden, sondern er stellte bekannte Kurzformen zusammen. Viele davon wurden im Arbeitsalltag oft seit Jahrzehnten verwendet und waren ihm aus der Berufspraxis bekannt.
Die letzte Auflage seines Codebuchs erschien im Jahr 1925.